# Али, Камаль Хасан
Камаль Хасан Али (араб. كمال حسن علي‎; 18 сентября 1921, Каир, Султанат Египет — 27 марта 1993, Каир, Египет) — египетский военный и государственный деятель, премьер-министр Египта (1984—1985).

## Биография
Оставив учёбу в медицинском училище, окончил египетский военный колледж (1942), затем колледж Генерального штаба (1946).
Принимал участие в арабо-израильской войне 1948 года в должности начальника штаба танкового батальона, став национальным героем Египта. 
В 1955 году окончил Академию Генерального штаба Египта.
В 1958—1959 годах проходил переподготовку, затем был назначен командиром 70-й танковой бригады.
В 1963—1966 годах участвовал в войне в Северном Йемене в составе египетского экспедиционного корпуса. В 1967 году участвовал в Шестидневной войне на Синайском полуострове.
В 1970—1973 годах — начальник оперативного отдела Генерального штаба, начальник штаба бронетанковых войск, командующий бронетанковыми войсками. В этой должности участвовал в Октябрьской войне в 1973 году, был одним из организаторов форсирования Суэцкого канала. В 1973–1975 годах командующий Центральной Военной Зоной.
В 1975 году назначен начальником Службы общей разведки. В 1976 году выступил одним из учредителей международного антикоммунистического разведывательного сообщества Клуб Сафари.
Поддержал президента Анвара Садата на мирных переговорах с Израилем в период 1977—1979 годах. В частности, он был специальным посланником президента на переговорах в Иерусалиме в 1977 году. В мае 1979 года присвоено звание генерал-лейтенанта. С ноября 1979 года — член Политбюро Национально-демократической партии.
- В 1978—1980 годах — министр обороны и оборонной промышленности,
- В 1980—1984 годах — заместитель премьер-министра и министр иностранных дел,
- С 17 июля 1984 по 4 сентября 1985 года — премьер-министр Египта,
- В 1985—1993 годах — председатель наблюдательного Совета (председателем) египетского банка Персидского залива (Egyptian Gulf Bank).

Скончался 27 марта 1993 года в Каире и был похоронен с воинскими почестями.